# Sixtus od Bourbon-Parme
Princ Sixtus of Bourbon-Parme (Sixtus Ferdinand Maria Ignazio Alfred Robert od Bourbon-Parme, 1. kolovoza 1886. – 14. ožujka 1934.) bio je princ iz obitelji Bourbon-Parma, belgijski časnik u Prvom svjetskom ratu i središnja figura Sixtusove afere, pokušaja da Austro-Ugarska pregovorima sklopi sporazum o prestanku ratnih aktivnosti neovisno od njezinih saveznika u Centralnim silama. Također je autor nekoliko knjiga.

## Mladost
Sixtus je bio najstariji sin posljednjega vojvode od Parme, Roberta I. (1848. – 1907.) i njegove druge žene, infante Marije Antonije Portugalske (1862. – 1959.), kćeri portugalskoga kralja Miguela. Njegov je otac imao dvanaestero djece iz prvoga braka, i Sixtus je bio četrnaesto dijete od 24 Robertove djece. Od tih 24, bio je šesti sin, stoga je i dobio ime Sixtus.
Sixtusov je otac bio svrgnut s vlasti nad vojvodstvom Parme tijekom rata za talijansko ujedinjenje, ali je naslijedio veliko bogatstvo od svoga ujaka, koji nije imao djece, Henrija, grofa od Chamborda, te je Robert bio iznimno bogat. Podizao je svoju veliku obitelj, izmjenjujući rezidenciju izmđu Ville Pianore (veliko imanje između Pietrasante i Viareggija) i svog dvorca u Schwarzau, u Donjoj Austriji. Princ Sixtus je pohađao katolički internat Stella Matutina koji su vodili isusovci u Feldkirchu, blizu švicarske granice. Nakon toga, studirao je pravo u Parizu.
Nakon smrti njegova oca, najveći dio obiteljskoga bogatstva naslijedio je Elias, vojvoda od Parme, jedini zdrav sin među Sixtusovom polubraćom. Godine 1910., djeca iz Robertova prvog i drugog braka postigli su dogovor o podjeli očeve imovine. Sljedeće se godine Sixtusova sestra Zita udala za nadvojvodu Karla Austrijskoga, koji je bio Sixtusov prijatelj iz djetinjstva.
Izbijanje Prvog svjetskog rata dodatno je podijelilo obitelj. Iako su njihovi predci vladali u Parmi, braća su imali jaču povezanost s Francuskom i Austrijom. Kako nisu bili u mogućnosti boriti se s francuskom vojskom, princ Sixtus i njegov brat princ Xavier pridružili su se belgijskoj vojsci, dočim su se njihova braća, vojvoda Elias, princ Felix i princ René borili na suprotnoj strani, u austrijskoj vojsci.

## Sixtusova afera
Godine 1917., dok se rat primicao svojoj četvrtoj godini, Sixtusov zet, car Karlo I., potajno je ušao u mirovne pregovore s Francuskom, koristeći Sixtusa kao posrednika. Car je također koristio pomoć svoga odanoga prijatelja iz djetinjstva i ađutanta, Tamasa Erdodyja. Karlo je inicirao kontakt sa Sixtusom preko neutralne Švicarske. Carica Zita napisala je pismo pozvavši svoga brata u Beč. Zita i Sixtusova majka, koja je živjela u Švicarskoj, dostavile su pismo osobno.
Sixtus je došao s uvjetima za razgovore koji su bili dogovoreni s Francuskom: povratak Elzasa-Lotaringije Francuskoj, koju je Njemačke anektirala nakon Francusko-pruskoga rata 1870.; obnova nezavisnosti Belgije; neovisnost Srbije i predaja Carigrada Rusiji. Karlo se složio, u načelu, s prva tri uvjeta, i napisao je pismo od 25. ožujka 1917. Sixtusu, dajući tajnu i neslužbenu poruku francuskom predsjedniku "da ću upotrijebiti sve sile i sav svoj osobni utjecaj."
Ovaj pokušaj dinastijske diplomacije u XX. stoljeću u konačnici nije uspio, najviše zbog zahtjeva da Italija preda Južni Tirol. Njemačka također nije htjela pregovarati o Elzasu-Lotaringiji, i s ruskim kolapsom na vidiku, nije htjela odustati od rata. Kad su informacije o tom pokušaju dospjele u javnost u travnju 1918., Sixtusov zet, car Karlo I., zanijekao je svoju umješanost, sve dok francuski premijer Georges Clemenceau nije objavio njegova potpisana pisma. Austrija je postala još više ovisna o svom njemačkom savezniku, a Vilim II. je oštro zamjerio Karlu zbog toga.
Ovaj neuspjeli pokušaj mirovnih pregovora postao je poznat kao Sixtusova afera

## Kasniji život
Princ Sixtus od Bourbon-Parme oženio je Hedwigu de la Rochefoucauld (15. veljače 1896. – 7. svibnja 1986.; kći Armanda de La Rochefoucaulda, vojvode de Doudeauville, i njegove žene, princeze Marije de Ligne), 12. studenoga 1919. Ženidba nije imala odobrenje Sixtusova starijeg polubrata Eliasa, vojvode od Parme, pa se nije smatrala dinastičkom sve do 1959., kad je Eliasov sin Robert Hugo, vojvoda od Parme, naslijedivši očev položaj obiteljskoga poglavara, priznao ženidbe svojih stričeva Sixtusa i Xaviera. Imali su jednu kćer, princezu Isabellu.
Mirovni sporazum iz Saint-Germaina iz 1919. dao je Francuskoj pravo na trajnu konfiskaciju imovine onih koji su se borili u neprijateljskim vojskama tijekom rata. Kako je Sixtusov polubrat Elias, služio u austrijskoj vojsci, francuska je vlast izvršila eksproprijaciju dvorca Chambord, koji je bio u posjedu obitelji Bourbon-Parma. Budući da su se prinčevi Sixtus i Xaver borili na strani saveznika, oni su tužili svoga brata Eliasa pred sudom, tražeći veći udio u obiteljskom nasljedstvu. Tvrdili su da je bivši pravni sporazum bio protivan francuskomu zakonu. Francuski je sud 1925. potvrdio Sixtusovo i Xavierovo potraživanje, ali je prizivni sud poništio presudu 1928. Francuski ju je Kasacijski sud potvrdio 1932. braća su tako dobila jednak udio posjeda. Međutim, francuska Vlada nije nikada vratila dvorac Chambord, nego je platila nadoknadu vojvodi Eliasu.
Kako je bio oženjen francuskom aristokratkinjom, princ Sixtus se nastanio u Francuskoj. Sljedećih je godina poduzeo nekoliko istraživačkih ekspedicija u Africi, i napisao nekoliko knjiga, uključujući biografiju svoje praprabke, Marije Lujze Španjolske, vojvotkinje od Lucce, te rasprave. Umro je 14. ožujka 1934. u Parizu.

## Objavljena djela
- In Nordostarabien und Südmesopotamien: Vorbericht über die Forschungsreise 1912, s Aloisom Musilom (Vienna: 1913.).
- Le Traité d'Utrecht et les lois fondamentales du royaume (Paris: E. Champion, 1914.). Reprint (Paris: Communication & Tradition, 1998.).
- L'offre de paix séparée de l'Autriche, 5 décembre 1916 - 12 octobre 1917 (Paris: Plon, 1920.). Engleski prijevod: Austria's Peace Offer, 1916-1917 (London: Constable, 1921.).
- La reine d'Étrurie, Paris, Calmann-Levy, 1928.
- La dernière conquête du roi Alger, 1830 (Paris: Calmann-Lévy, 1930.).

## U fikciji
Televizijska serija Kronike mladoga Indiane Jonesa predstavlja Sixtusa (glumi Benedict Taylor) i njegova brata Xaviera (glumi Matthew Wait) kao belgijske časnike u Prvom svjetskom ratu kojima pomaže mladi Indiana Jones. Sixtus, njegov brat Xavier i Sixtusova afera središnje su teme povijesnoga fiktivnog romana Kingdoms Fall - The Laxenburg Message, autora Edwarda Parra.

## Vanjske poveznice
- encyclopedia.com